# Bobot
Bobot (in tedesco Bavodt o Baboth, in ungherese Bobót) è un comune della Slovacchia facente parte del distretto di Trenčín, nella regione omonima.

## Storia
Fu menzionata per la prima volta in un documento storico nel 1332 con il nome di Bodac, come importante sede parrocchiale e luogo in cui la giustizia veniva amministrata secondo il diritto di Soblahov, che era diritto germanico. All'epoca il villaggio apparteneva alla Signoria di Bánovce - Trenčín.